# スティーベルエルトロン

ロゴ

スティーベルエルトロンは、ドイツ・ニーダーザクセン州ホルツミンデンに本社を置く、空調メーカー。1924年に設立。ヒートポンプ、換気システムなどを取り扱う。